# Sathankulam
Sathankulam är en ort i Indien.   Den ligger i distriktet Thoothukkudi och delstaten Tamil Nadu, i den södra delen av landet, 2 200 km söder om huvudstaden New Delhi. Sathankulam ligger 25 meter över havet och antalet invånare är 14 084.
Terrängen runt Sathankulam är platt. Runt Sathankulam är det ganska tätbefolkat, med 248 invånare per kvadratkilometer. Närmaste större samhälle är Tisaiyanvilai, 13,2 km söder om Sathankulam. Omgivningarna runt Sathankulam är en mosaik av jordbruksmark och naturlig växtlighet.